# San Pedro Chenchelá
San Pedro Chenchelá es una localidad del municipio de Espita en el estado de Yucatán localizado en el sureste de México.

## Toponimia
El nombre (San Pedro Chenchelá) hace referencia a Simón Pedro y Chenchelá proviene del idioma maya.

## Hechos históricos
- En 1921 cambia su nombre de San Pedro Poxilá a San Pedro.
- En 1960 cambia a San Pedro Chenchelah.
- En 1970 cambia a San Pedro Chenchelá.
- En 1980 cambia a San Pedro Chenchelah.
- En 1990 cambia a San Pedro Chenchelá.

## Demografía
Según el censo de 2010 realizado por el INEGI, la población de la localidad era de 281 habitantes, de los cuales 143 eran hombres y 138 mujeres.